# Venus Victrix
Venus Victrix és una pel·lícula francesa escrita per Irène Hillel-Erlanger, dirigida per Germaine Dulac i estrenada el 28 d'agost de 1917. Aquesta pel·lícula s'ha perdut.
Aquesta és la seva tercera pel·lícula, en la qual ja brilla el seu interès per la mística oriental, que esdevé predominant en diverses de les seves pel·lícules posteriors. Una inspiració per a aquesta pel·lícula va ser Ida Rubinstein.
Dulac associa l'orientalisme i l'hinduisme amb l'alliberament de la dona.

## Sinopsi
Un propietari d'un teatre benestant té el pla de deixar la seva dona per una ballarina d'estil hindú, Djali, interpretada per Napierkowska. Tot i que el protagonista és un home, la pel·lícula se centra en el desenvolupament i la realització de personatges femenins.

## Repartiment
- Stacia Napierkowska : Djali
- Yvonne Villeroy : Régine Frény
- Jacques Volnys : Marquis de San Silvio
- Marcel Verdier : Bernard Belmont